# Малиновський Вячеслав Сергійович
Вячеслав Сергійович Малиновський — старший сержант Державної прикордонної служби, учасник російсько-української війни. Герой України (2025).

## Життєпис
Народився у місті Бердянськ Запорізької області. З липня 2019 року проходить службу в лавах Державної прикордонної служби України. З початком повномасштабного російського вторгнення виконував бойові завдання на багатьох ділянках фронту. Завдяки його мужності та професіоналізму було знищено значну кількість особового складу противника та затримано вороже просування.

## Нагороди
- звання Герой України з удостоєнням ордена Золота Зірка (20 січня 2025) — за особисту мужність і героїзм, виявлені у захисті державного суверенітету та територіальної цілісності України, самовіддане служіння Українському народові[1].